# Emil Andreas Gay
Emil Andreas Gay (ur. 1904, zm. 12 listopada 1948 w Landsberg am Lech) – zbrodniarz hitlerowski, członek załogi obozu koncentracyjnego Mauthausen-Gusen i SS-Unterscharführer.
W trakcie II wojny światowej należał do personelu kompleksu obozowego Mauthausen-Gusen. Kierował wówczas komandami więźniarskimi między innymi w fabryce zbrojeniowej w St. Georgen i zakładach Messerschmitta. Gay pełnił również funkcję blokowego (Blockführera) w podobozie Gusen II w 1944. Nieustannie maltretował podległych mu więźniów.
Gay został osądzony w dziewiętnastym procesie załogi Mauthausen-Gusen przed amerykańskim Trybunałem Wojskowym w Dachau. Skazano go na karę śmierci przez powieszenie. Wyrok wykonano 12 listopada 1948 w więzieniu Landsberg.